# Comuna Zavaliv, Pidhaiți
Zavaliv (în ucraineană Завалів) este o comună în raionul Pidhaiți, regiunea Ternopil, Ucraina, formată din satele Serednie, Zastavce, Zaturîn și Zavaliv (reședința).

## Demografie
Componența lingvistică a comunei Zavaliv
     Ucraineană (99,83%)
     Alte limbi (0,17%)
Conform recensământului din 2001, majoritatea populației comunei Zavaliv era vorbitoare de ucraineană (99,83%), existând în minoritate și vorbitori de alte limbi.